# Pitagoras
Pitagoras (gr. Πυθαγόρας, Pythagóras; ur. ok. 572 p.n.e. na Samos lub w Sydonie, zm. ok. 497 p.n.e. w Metaponcie) – grecki matematyk, filozof, mistyk kojarzony ze słynnym twierdzeniem matematycznym nazwanym jego imieniem.
Według większości opisów Pitagoras żył około 80 lat, chociaż relacja anonimowego autora twierdzi, iż żył on aż 104 lata. Według jednej z wersji zmarł w Metaponcie w domu zapaśnika Milona, ocalony z pogromu Krotony, zaś innej – rewolty tej nie przeżył.
Według wielu źródeł jego żoną była Teano, z którą miał dwóch synów: Telangesa i Menezarcha i dwie córki: Damo i Myię.

## Podróże
Jamblich opisał jego podróż do Egiptu i uprowadzenie do Babilonii, gdzie miał zapoznać się z tamtejszą matematyką, jednak powoływanie się na wiedzę Egiptu i Babilonii było w starożytności częstym zabiegiem mającym zwiększyć wiarygodność danego mistrza. Do Egiptu udał się za namową Talesa, którego był uczniem. Sam Pitagoras podobno mówił, że w Egipcie żyją mędrcy, a on jest tylko filozofem (czyli miłośnikiem mądrości). W ten sposób Pitagoras wprowadził określenie filozof. Jamblich opisał to tak: „W czasach zaś, w których żył Pitagoras, On jeden w umiłowaniu mądrości przewyższył wszystkich innych. Dlatego nazywano Go mianem filozofa, zamiast mędrca”.
W późniejszym czasie, „Gdy [Pitagoras] osiągnął czterdziesty rok życia i gdy spostrzegł, iż rośnie tyrania Polikratesa, uznawszy, że nie godzi się mężowi wolnemu znosić despotyzmu i ograniczeń, udał się do Italii”. Nie zgadza się to jednak z wersją Jamblicha, według której w Egipcie spędził 22 lata, a potem 12 lat w Babilonii, skąd powrócił na Samos w wieku lat 56.

## Szkoła Pitagorasa

### Szkoła
Założył w Krotonie szkołę pitagorejczyków w roku 529 p.n.e., będąc m.in. spadkobiercą idei Ferekydesa z Syros i Hermodamasa z Samos. Od ok. 509 p.n.e. przebywał w Metaponcie, choć według niektórych tylko 40 dni. Wykłady odbywały się w jego domu, a na swoich uczniów wybierał osoby zdolne do milczenia, które byłyby w stanie zachowywać w tajemnicy jego nauki. Za nieprzyzwoite uważał „uliczne filozofowanie”, bo mogło się sprowadzać do plotek na temat wychowania lub zwykłej niedyskrecji. Nauczał ukryty przed słuchaczami, dla których miało być to jedynie formą próby, stosując przekaz przy pomocy symboli, tak jak czynili to Egipcjanie.
We wspólnotach pitagorejczyków, w czasie pięcioletniej nauki, adept nie posiadał żadnej własności prywatnej.
„Tę więc zasadę [Pitagoras] najlepiej ze wszystkich ludzi urzeczywistnił, eliminując ze sposobu życia to co prywatne, powiększając natomiast [zakres] wspólnoty, [ogarniając nią] rzeczy najdrobniejsze będące przyczynami zamętu i niepokoju. Wszystko bowiem było wspólne dla wszystkich i nikt nie miał niczego własnego”. Potwierdza to także inny fragment dzieła tego samego autora.
„Nakazał więc, by dobra pitagorejczyków były wspólne i by pędzili wspólny żywot przez całe życie; natomiast pozostałym polecił, by każdy miał swój majątek, lecz by schodzili się razem dla wspólnych nauk”. Jamblich zaś opisał to nieco inaczej. Przez pięcioletni okres, gdy adept był poddawany próbie milczenia, jego majątek był użytkowany wspólnie przez polityków, zarządców i prawodawców wspólnoty. Wcześniej, po bezpośrednim wyborze kandydata przez Pitagorasa, nowo przyjęty był w ramach próby przez trzy lata dla odmiany lekceważony, choć tego etapu Diogenes nie wzmiankuje.
Pitagoras był wyznawcą orfizmu, który praktykowano we wszystkich greckich koloniach: „Mówi się zaś na ogół, iż Pitagoras był naśladowcą Orfeusza, jeśli chodzi o sposób mówienia i myślenia”. Członkowie wspólnoty w podobny sposób oddawali cześć boską Pitagorasowi, czcząc go np. jako Apollina Pytyjskiego.
Najpewniejszym źródłem informacji o moralności Pitagorasa mogłyby być „Złote wiersze”, których jest przypuszczalnym autorem, choć nie wiadomo jak wiele z tej treści pozostało takie, jak w wersji oryginalnej.
Trudno odróżnić poglądy Pitagorasa od przemyśleń następców ze szkoły pitagorejskiej często przypisywanych przez nich mistrzowi. Pitagoras cenił bardzo przyjaźń, i mimo że Diogenes przypisał sentencję zupełnie innym filozofom greckim, podobno „On to pierwszy powiedział, że przyjaciele powinni mieć wszystko wspólne i że przyjaciel jest [dla człowieka] drugim ja”.
Pitagorasowi przypisuje się twierdzenie Pitagorasa o kwadratach przyprostokątnych, które w jakichś wersjach znano wcześniej w Babilonii i w Indiach, natomiast bardzo wątpliwe jest, czy uzasadniał on to twierdzenie. Zresztą twierdzenie to w oryginalnej wersji żadnych kwadratów nie wzmiankuje: „złożył w ofierze wołu z ciasta pszennego, kiedy to odkrył, że przeciwprostokątna trójkąta prostokątnego równa jest przyprostokątnym”. Pitagorasowi przypisywano też wynalezienie skali muzycznej.
Pitagorejczycy głosili idee nieśmiertelności oraz wędrówki dusz, zaś drugi pogląd zanikł wśród bardziej współczesnych „wyznawców” i pochodził raczej od orfików. Sam Pitagoras wymieniał kilka postaci historycznych, z którymi identyfikował się korzystając z wyznawanej idei.
Pitagorejczycy potrafili czytać i pisać, prowadzili notatki, jak również stosowali formę częstego rachunku sumienia (znanego przecież nawet Egipcjanom). Według „Złotych wierszy” Pitagoras doradzał dobre wychowanie i opiekę nad rodzicami i bliskimi oraz modlitwę. Żywoty Pitagorasa podają szereg przykładów, z których wynika, że pitagorejczycy byli ludźmi dbającymi o równowagę ducha, nie nawykłymi do kłamstwa i kradzieży, słownymi, niosącymi ofiarnie pomoc innym pitagorejczykom. Jako jeńcy byli czasem wypuszczani, gdyż zgodnie z daną obietnicą wracali:
„Dionysios zaś, gdy niektórzy powiadali, że [pitagorejczycy] w niebezpieczeństwie bynajmniej nie dochowują sobie wierności,
chcąc ich poddać próbie, tak uczynił: pochwyconego Fintiasa przyprowadzono przed oblicze tyrana. Dionysios zaś oskarżył
go oto, że uknuł przeciwko niemu spisek; dowiedziono mu tego i skazano na śmierć. [Fintias] zaś prosił Dionysiosa, by – skoro tak ma być – dał mu resztę dnia na uporządkowanie spraw majątkowych, jego i Damona, który był mu przyjacielem
i wspólnikiem. [Fintias] bowiem, jako starszy, wziął na siebie wiele spraw związanych z majątkiem. Prosił zatem by wolno
mu było odejść, dając Damona jako zakładnika. Gdy Dionysios na to przyzwolił, przywołany Damon usłyszawszy co zaszło, stawił
się jako zakładnik, by pozostać, dopóki Fintias nie wróci. Dionysios był wstrząśnięty tym, co zaszło.
Ci zaś, którzy doprowadzili do owej próby, szydzili z Damona jako pozostawionego na pastwę losu. Lecz gdy słońce chyliło
się ku zachodowi, przybył Fintias, by ponieść śmierć [co widząc] wszyscy osłupieli. Dionysios zaś, obejmując i całując
[obu] mężów, prosił, by przyjęli go jako trzeciego do ich przyjacielskiego związku. Oni jednak, jakkolwiek [Dionysios]
usilnie o to błagał, w żaden sposób nie chcieli się na to zgodzić”.
Siłę odzyskiwali, grając, głównie na cytrze, i śpiewając; „Uważał, że także muzyka przynosi wielkie korzyści zdrowiu, jeśli ktoś uprawia ją we właściwy i przystojny sposób....Dla poprawienia stanu duszy posługiwali się też wybranymi wierszami Homera i Hezjoda”.
Muzyką starali się także opanowywać emocje innych, ale przede wszystkim „Jeśli przeto któregoś z nich ogarnął gniew, czy smutek, czy inne tego rodzaju uczucie, usuwali się na bok i każdy sam starał się po męsku opanować i uśmierzyć ów efekt.”.
Pitagoras zalecał dbałość o równowagę ducha i jak wynika z relacji Porfiriusza „nikt Go nigdy nie widział śmiejącego się ani płaczącego”, a według Jamblicha cechował go „spokój pogodny i nieporównywalny z niczyim”.
Skutkiem symbolicznego nauczania, zasad i trwania tajemnicy język pitagorejczyków mógł być nieco niezrozumiały dla osób postronnych:
„A jeśli się zdarzyło, że znalazł się [w tym gronie] ktoś z ludzi obcych, rzec by można profanów, wówczas mówili zagadkami i symbolami, których przykładem są znane [sentencje], jak na przykład »nie gaś ognia mieczem«, i inne tego rodzaju symbole, które same przez się wydają się być starczym marudzeniem.”.
Sam Pitagoras miał być podobno widywany w wielu miejscach równocześnie i choć opisy takie znane są z czasów współczesnych, nie wiadomo czy przyczyna miałaby być podobna, czy jest to jedynie przesłanka za życzeniowością lub niedosłownością relacji Porfiriusza i Jamblicha, które nie mogły chyba dotyczyć powszechności jakiegoś wizerunku lub nawet jedynie pisma; „A i to, że tego samego dnia przebywał wspólnie i rozmawiał z przyjaciółmi w Metaponcie w Italii i w Tauromenion na Sycylii, co poświadczali wszyscy zgodnie, [a miejsca te] dzieli wiele stadiów drogi lądem i morzem nie do przebycia w ciągu wieli dni”. Źródła nie wzmiankują by Pitagoras potrafił podglądać lub kontaktować się z innymi na odległość, choć podobno był przewidujący, zatem prezentowany opis dotyczy pewnie różnych, być może nawet podobnych, osób, tym bardziej że uczeń jego, któremu płacił za to, że ten pobierał od niego naukę, nazywał się tak samo.
Dalekowzroczność Pitagorasa umożliwiała mu przepowiadanie trzęsień ziemi, a przypisywano mu także „szybkie oddalanie epidemii, umiejętność natychmiastowego uśmierzania gwałtownych wiatrów i burz, jak też uspokajania wzburzonych fal morskich i rzecznych, by jego przyjaciele mogli łatwo je przekraczać. Empedokles z Akragantu i Epimenides z Krety, jak też Abarys Hiperborejczyk nauczywszy się tego, często i w wielu miejscach czynili podobnie.”.
Pitagoras miał być rzekomo w posiadaniu złotej strzały Abarisa, na której miał podróżować po świecie. Strzałę tę podarował Pitagorasowi Abaris w zamian za naukę; „niektórzy sądzili, że również Pitagoras korzystał z tej umiejętności, kiedy obcował z przyjaciółmi tego samego dnia w Metaponcie i w Tauromenion”. Wersję taką potwierdza także Porfiriusz. W domu Pitagorasa najwyraźniej znajdowała się też złota rzeźba, którą pewnie po podboju Krotony zakopano w piwnicy, a której części są wzmiankowane w opracowaniach („złote biodro” i „złota broda”). Sam kruszec nie miał podobno dla Pitagorasa bardzo dużej wartości.
Porfiriusz i Jamblich będący neoplatończykami mogli także, raczej nieświadomie, cytować opisy cyniczne (gdyż posługiwali się jedynie materiałami źródłowymi) jak np. przykład osoby czyniącej nazwę przedmiotu z wyniku pomiaru jego powierzchni, być może jedynie po to by ośmieszyć lub utrudnić ewentualne naśladownictwo innej niż platońskiej filozofii (litery alfabetu były w owym czasie używane również jako cyfry i liczby i łatwo było wprowadzić taką dwuznaczność), wychwalając również np. wspominaną już słowność i grzeczność jeńców. Podobnie zresztą było z rzekomą niespożywalnością bobu, którą obydwaj autorzy gloryfikują podając argumenty mistyczne, natomiast wiadomo, że był treścią posiłków, choć spożywany w krajach śródziemnomorskich bez gotowania może powodować fawizm. Pitagoras unikał gotowanych pokarmów, zatem być może również bobu; „odznaczał się taką czystością obyczajów i niechęcią do zabijania i zabijających, iż nie tylko powstrzymywał się od [spożywania] istot żywych”, lecz, co brzmi trochę zabawnie, a nawet mało wiarygodnie, „nie zbliżał się w ogóle do kucharzy i myśliwych”.
Niektóre z cyfr (1,2,3) miały znaczenie symboliczne, zaś podobne znaczenie siódemce przypisał raczej Klemens Aleksandryjski. Z lektury Porfiriusza, Jamblicha i Diogenesa nie wynika by liczb tych było aż tak dużo, jak życzyliby sobie tego autorzy niektórych ze współczesnych opracowań. Pogląd o tym, że Pitagoras jako pierwszy nadawał liczbom znaczenie symboliczne wydaje się być natomiast powszechny. Liczby służyły Pitagorasowi także do wróżbiarstwa.
Innym przykładem takich dwuznaczności są rozmowy Pitagorasa ze strumieniem, którego odpowiedzi słyszeli podobno wszyscy ze wspólnoty; „Dalej, i to przekraczając kiedyś z towarzyszami rzekę Nessos, przemówił do niej, a rzeka wyraźnie i jasno odpowiedziała: »Bądź pozdrowiony, Pitagorasie«, co wszyscy słyszeli”, choć Porfiriusz opisał to nieco inaczej: „Opowiadano również, że odezwał się kiedyś do rzeki Kaukasos przeprawiając się przez nią wraz z wieloma przyjaciółmi; a rzeka głosem jasnym i dźwięcznym przemówiła doń: »Bądź pozdrowiony, Pitagorasie«, co wszyscy słyszeli”.
Od Diogenesa Laertiosa wiadomo także, że Pitagoras, który jak wynika z innych opisów naśladował Orfeusza, nabrał podobno jakieś osoby przebywając kilka dni pod ziemią, a następnie chwalił się znajomością wszystkich istotnych wydarzeń, których w tym czasie nie mógł być świadkiem, zaś szczegółów dowiedział się z pamiętnika poproszonej o sporządzenie takich zapisków osoby. Nie jest zatem pewnym, czy Porfiriusz i Jamblich zacytowali opisy jakiejś formy iluzji, czy miałaby to być pułapka mająca zachęcić do sprawdzenia lub dorównania takim „umiejętnościom”, głos ukrytej osoby odpowiadającej na pozdrowienie, czy kłamstwo. Postrzeganie takie może kojarzyć się z udręczoną świadomością niewolników, którzy nie odważyliby się być może zrozumieć tego co usłyszeli, choć we wspólnocie Pitagorasa efekt taki możliwy był do uzyskania raczej poprzez wspólne i jednoczesne ćwiczenia wyobraźni, znoszące prywatność w sferze duchowej.
Los części grup niewolników w starożytnej Grecji był nieco lżejszy niż w innych krajach i lepszy niż proponował zabraniający im śmiechu i radości Platon w swoim Państwie – mogli być traktowani jak rodzina, zaś niewolnicy państwowi zawierać małżeństwa; przyjęcie nowo nabytego niewolnika domowego do rodziny odbywało się przez obrzucanie go ciastem, co było formą zabawy, ale gdzie indziej takie zwyczaje nie były praktykowane. Od Diogenesa Laertiosa wiadomo, że niektórzy, jak Arystoteles, byli za ich los, a także za wykształcenie odpowiedzialni, i wyzwalali. Podobnie Pitagoras odesłał do kraju swego pochodzenia wolnego Zamolksisa, z którym się przyjaźnił, a którego dostał w prezencie. Mimo sympatii Pitagorasa do osób różnych stanów, zasady Złotych wierszy doradzają jednak by na przyjaciół wybierać sobie tych „którzy w cnocie są najdoskonalsi”.
Pitagoras miał mieć także wpływ na zachowanie zwierząt: „Złapawszy bowiem, jak opowiadają, niedźwiedzicę daunijską, która wyrządzała wiele szkód mieszkańcom [okolicy], przetrzymał ją przez jakiś czas, a następnie nakarmiwszy plackiem i orzechami wypuścił, by nie tykała więcej żadnej istoty żywej. Ta zaś poszła prostą drogą w góry i lasy i nie widziano nigdy, by zbliżyła się nawet do zwierzęcia. Zobaczywszy zaś w Tarencie byka jedzącego bób na mieszanym pastwisku, podszedł do pasterza i poradził mu, by powiedział zwierzęciu, aby powstrzymało się od bobu; a gdy pasterz zadrwił z Niego mówiąc, że nie umie mówić byczym językiem, sam zbliżył się do zwierzęcia i naszeptał mu do ucha; [byk] nie tylko natychmiast zostawił bób, lecz również w przyszłości nigdy bobu nie tykał”.
Pitagorejczycy zakładali istnienie harmonii sfer, znając być może okresy obiegu planet wokół Słońca, których ruchowi nie towarzyszą z wiadomych współczesnym fizykom względów żadne dźwięki. Natomiast właśnie Porfiriusz przypisał boskości Pitagorasa ich słyszenie, choć pewnie byłby to jednak problem dla tłumacza, podobnie jak zamienne stosowanie w potocznym języku polskim słów „widzieć” i „rozumieć”: „sam zaś rozumiał harmonię wszechświata, mogąc słyszeć ogólną harmonię sfer i gwiazd poruszających się w ich kręgach; my nie słyszymy tej harmonii ze względu na słabość naszej natury....Stwierdzał, że dźwięki, jakie wydaje siedem gwiazd stałych i ta z planet, którą z racji położenia wobec nas nazywają Przeciwziemią (Antichthon), to dziewięć Muz”.
Z poglądami Pitagorasa zwykło się łączyć wczesny model Wszechświata przypisywany przez Arystotelesa Filolaosowi, według którego Ziemia, wszystkie widoczne planety, ale także
Słońce i wzmiankowana w opisie Porfiriusza Przeciwziemia miały obiegać tzw. ogień centralny. System ten, mimo że wywarł wpływ na tok badań Kopernika, o czym astronom wspomniał w De Revolutionibus, nie był w rzeczywistości heliocentryczny.
Słońce poruszało się po orbicie kołowej, podobnie jak planety . Z opisu Arystotelesa wynika także, że Antychton został
wprowadzony celowo by zwiększyć liczbę planet do dziesięciu, ponieważ dziesiątka była uważana przez pitagorejczyków za doskonałą.
Część interpretatorów skłania się jednak do przeciwnego poglądu, twierdząc, że ogień centralny byłby w układzie planetarnym
jedenastym, a zatem nadmiarowym, obiektem.
Według Janiny Gajdy Krynickiej szkoła Pitagorasa przetrwała do III w. p.n.e. Późniejsze wspólnoty, np. Archytasa, skłaniały się ku ascezie
i medycynie, bardzo różniąc się od siebie w różnych koloniach greckich.
Na początku I tysiąclecia (być może nawet w pierwszym wieku n.e.) upowszechniła się bardziej współczesna wersja światopoglądu pitagorejskiego, tzw. neopitagoreizm.

## Pogrom Krotony
Hermetyczność bractwa pitagorejskiego spowodowała olbrzymią zawiść niedopuszczonych przez Pitagorasa do jego wtajemniczeń i wspólnoty. Ta właśnie część ludności Krotony wystąpiła przeciw Pitagorejczykom w dniu święta Muz, podburzona również brakiem korzyści z wojny, którą prowadził lud Krotony z Sybaris i oskarżeniami Pitagorasa o dążenie do jedynowładztwa.
„Gdy zgodnie ze zwyczajem siedział na zebraniu w domu Milona, ktoś, kogo nie uznano godnym zaproszenia, z zemsty dom podpalił. Niektórzy jednak twierdzą, że zrobili to sami mieszkańcy Krotony, lękając się, że Pitagoras zamierza objąć rządy tyrańskie”.
W czasie buntu spalono 35 członków wspólnoty, zaś miasta (regionu) nie wymierzyły buntownikom żadnej kary. Bezkarność ta nie pojawia się natomiast w relacji Jamblicha: „Pitagoras udał się do Delos do Ferekydesa Syryjczyka, swego nauczyciela, by – złożonego chorobą ... pielęgnować i [po śmierci] pochować. Wtedy to ci, których pitagorejczycy wykluczyli ze swego grona... napadli na nich i wszystkich spalili; sami zaś zostali przez Italczyków ukamienowani i porzuceni bez pogrzebu.”.
Dopiero po śmierci przywódcy buntu pozwolono ocalonym powrócić do miasta. Diogenes podaje jednak, iż rewolta odbyła się w czasie wojny prowadzonej wówczas z zupełnie innym miastem południowej Italii – Akragas na Sycylii. Diogenes wzmiankuje także, że Pitagorasów było naprawdę czterech, choć filozof i oskarżony o dążenie do samowładztwa miały by być zupełnie innymi osobami. Domniemane miejsce pochówku Pitagorasa nie jest znane, a żaden ze wzmiankowanych tekstów nie określa tego w żaden sposób.
Jamblich podkreśla, że „Pitagoras już od dzieciństwa ściągał na siebie ludzką zawiść. Jak długo rozmawiał i obcował z każdym,
kto do Niego przyszedł, spotykał się z ogólną życzliwością; kiedy jednak zaczął rozmawiać tylko
ze swoimi uczniami, ustała powszechna dlań życzliwość. [Niektórzy] zgodnie uważali, że jako obcy przybysz jest
kimś gorszym; inni nienawidzili go za to, że ich rodacy cenią go bardziej od innych i sądzili, że szkoła [pitagorejska] knuje przeciwko nim zdradę.”. Przed wzbudzaniem zazdrości przestrzegają także „Złote wiersze”.

## Poglądy

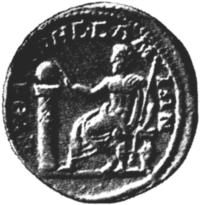
Podobizna Pitagorasa na monecie rzymskiej

Religia, jaką wyznawał Pitagoras, była politeistyczna, o czym wnioskować można na podstawie Złotych wierszy,
ale to jemu oddawano we wspólnocie cześć boską, co zresztą zanikło po tym, jak zmarł, a stało się bezpośrednim argumentem
podżegającym do pogromu. Także moralność Pitagorasa stanowiła wyzwanie dla obyczajowości ówczesnych Greków. Poprzez propagowanie instytucji rodziny i umiarkowania w pożądliwości, stanowił przeciwieństwo wielu innych antycznych filozofów, z których zdecydowana większość była według opisów Diogenesa homoseksualistami lub zawierała publiczne związki z kurtyzanami. Należy nadmienić, że Ateny oraz Sparta starały się strzec swoich gimnazjonów przed homoseksualizmem, przed czym jednak całkiem nie uchroniły.
Dzieło Diogenesa prezentuje mnóstwo życiorysów z takimi obyczajowymi szczegółami, natomiast opracowania Porfiriusza i Jamblicha nie opisują tego aspektu obyczajowości bezpośrednio i zakres zasad moralnych w tej kwestii wynika jedynie z objaśnionego stosunku Pitagorasa do rodzicielstwa.
Także ograniczenia dotyczące własności prywatnej przez pięcioletni okres nauki we wspólnocie Pitagorejczyków nie były tak drastyczne i tak dla współczesnych rażące, jak np. w greckiej kolonii na Sycylii, gdzie wspólne miały być również żony
(czyli nie byłoby ich w ogóle), o czym wzmiankuje dzieło Diogenesa. Sam pomysł wyrzekania się własności prywatnej i zamykania
we wspólnotach był wówczas powszechny.

### Maksymy
W odróżnieniu od uczniów szkoły Pitagorasa, czyli pitagorejczyków, współczesnych interpretatorów i naśladowców tej antycznej filozofii nazywa się pitagorystami. Oto kilka przykładów przypuszczalnie bardziej współczesnych sentencji, które można by uznać za pitagorejskie, ale ich źródłem nie są Złote Wiersze i nie wiadomo kiedy ani przez kogo zostały wymyślone.
Jedynie kilka z nich można odnaleźć w Żywotach Pitagorasa Porfiriusza, a inne w dziele Diogenesa.
Przykłady sentencji:
- Każde twierdzenie filozofa daje się obalić z taką samą łatwością, z jaką można go dowieść, nie wykluczając powyższego twierdzenia,
- Kto mówi, sieje, kto słucha, zbiera,
- Liczba jest istotą wszystkich rzeczy (wersja stwierdzenia „wszystko jest liczbą”),
- Muzyka budzi w sercu pragnienie dobrych czynów,
- Tak długo jak człowiek będzie zabijał zwierzęta, ludzie będą zabijali się nawzajem. W istocie, ten kto zabija i zadaje ból, nie zazna radości i miłości,
- Najkrótsze odpowiedzi „tak” i „nie” wymagają najdłuższego zastanowienia,
- Nic w nadmiarze (Pitagoras doceniał wartość umiarkowania we wszystkich aspektach życia),
- Trudno jest iść przez życie wieloma drogami jednocześnie,
- Trzeba milczeć albo mówić rzeczy lepsze od milczenia,
- Zły język zdradza złe serce,
- Wszystko jest piękne dzięki liczbie (wersja stwierdzenia „wszystko jest liczbą”),
- Ostrze miecza odwracać[46],
- Nie gasić ognia mieczem (Ognia mieczem nie poruszać[47]),
- Własnego serca nie zjadać[47],
- Podobizną boga nie zdobić palca[47]

i inne.
Maksymy takie można znaleźć także w miejscach użyteczności publicznej, jak np. na kominku ratusza gdańskiego. Według niektórych sentencje takie miałyby być dowodem stosowania przekazu symbolicznego, bo metoda taka stosowana była wówczas w Egipcie i tam Pitagoras pobierał swe nauki. Mogły być to jednak jedynie wnioski z jego wykładów lub stwierdzenia rozwijane w ich trakcie. Słowny przekaz treści w formie wykładu trudno chyba określić jako symboliczny. Ostatnia z maksym, choć interpretowana jako zachęta by nie podsycać cudzego gniewu, ma znaczenie czysto praktyczne, gdyż wiadomo, że metalowy miecz bardzo szybko się nagrzewa. Niektóre z takich sentencji mają sens pouczeń.
Pitagoras zalecał swoim uczniom zadawanie sobie codziennie wieczorem pytań: Jaki błąd popełniłem? Co zdziałałem? Jakiego obowiązku zaniedbałem? Odradzał spożywanie mięsa i bobu (według Porfiriusza: „Pouczał, iż należy powstrzymywać się od jedzenia
bobu, tak jak ludzkiego mięsa”), a atletom, którzy według Jamblicha odżywiali się serem, polecał spożywanie mięsa. Według tego samego Jamblicha lub Porfiriusza osobą, która polecała spożywanie mięsa przez atletów był atleta o takim samym jak Pitagoras imieniu, ale lektura Złotych wierszy nie potwierdza by było to dla Pitagorasa dopuszczalne.

### Matematyka
Pitagorejczycy twierdzili, że realnymi własnościami bytu jest ilość substancji określona przez geometrię, czyli zasady matematyki. W ten sposób liczby były składnikami, przyczyną i wzorem rzeczy oraz jedynym bytem realnym. Byt to bowiem rozciągłość i działanie, a liczbom można przypisać przestrzenną wielkość i kształt np. w formie powierzchni lub objętości. Świat tworzy ograniczenie formy – apeironu – uogólnionego do tego, co nieokreślone poprzez liczbę, czyli powierzchnię i objętość, która kształtuje i ogranicza materię, bez czego wszystko byłoby niewymierzonym bezkresem, ale także poprzez ilość identycznych elementów. Tym, co określa byt jest więc harmonia takich liczb i relacji między nimi.
Wszystkie elementy natury określane były jako utworzone z przeciwieństw (np. bezkres i to, co ograniczone oraz dobro i zło), o czym wiadomo od Arystotelesa. Liczba jeden reprezentowała punkt, ale większe liczby punktów tworzyły linie, płaszczyzny i bryły. Liczby określały także zasadę konstrukcji geometrycznej piramidy, czyli tetraktysu oraz określały skalę muzyczną.
Wersją kosmologicznej doktryny Pitagorejczyków jest system Filolaosa. Filolaos wprowadził pojęcie ognia centralnego, którym to szczegółem opis jego różnił się od wprowadzonego przez Kopernika systemu heliocentrycznego. O konieczności istnienia Anty-Ziemi wnioskował podobno na podstawie ilości punktów tetraktysu, gdyż wraz z Ziemią, Słońcem i Księżycem oraz ogniem centralnym w Układzie Słonecznym byłoby tylko dziewięć ciał niebieskich, czyli o jedno mniej niż pełna dziesiątka. Z uwzględnienia ognia centralnego, jako ciała niebieskiego, wynikałoby, że musiał być dla pitagorejczyków obiektem astronomicznym; patrz rozdział Szkoła.
Zgodnie z koncepcją Filolaosa opisaną przez Arystotelesa:
- środkiem świata miałby być tzw. ogień centralny,
- wokół centralnego ognia poruszałaby się Ziemia, pozostałe planety i Słońce,
- Przeciw-Ziemia (Antychton) obiegała ogień centralny wewnątrz orbity Ziemi, ale ponieważ zajmować miała zawsze pozycję symetryczną względem centralnego ciała układu pozostawałaby stale niewidoczna z powierzchni naszej planety,
- najdalszą część świata określano mianem ognistej sfery gwiazd stałych.

Świat miał postać kuli zawierającej pięć elementów: ogień, wodę, ziemię, powietrze oraz eter. Górna część świata – Olimp – zawierać miała doskonały i niewzruszony ład (sfera mądrości). Olimp to sfera czynna (działająca, wieczna, boska). Część niższa – podksiężycowa – to sfera zmiennego porządku rzeczy, powstawania i ginięcia, sfera niedoskonałości (sfera bierna – poruszana, zmienna, śmiertelna). Uzupełniające się, jak przeciwieństwa, sfery stanowiły całość świata. Filolaos twierdził także, że Kosmos miał początek. Stwierdzenie to osobom wychowanym na Teorii Wielkiego Wybuchu może wydawać się mało istotne, ale przed odkryciem dokonanym przez Edwina Hubble’a wielu myślicieli i naukowców uważało Wszechświat za wieczny. Model w ujęciu Filolaosa miał jednak środek, od którego całość narastała, a którego nie można by wskazać w teorii współczesnej.

## Dokonania
Uczniowie Pitagorasa swoje dzieła często przypisywali mistrzowi, dzięki czemu otrzymywały one wyższą rangę i były poparte autorytetem wielkiego filozofa. Posługiwał się twierdzeniem nazwanym współcześnie jego imieniem, ale dowód tego matematycznego faktu sformułowany został znacznie później.
Wśród innych osiągnięć Pitagorasa i jego szkoły wymienia się też:
- dowód, że suma kątów trójkąta równa jest dwóm kątom prostym,
- wprowadzenie średniej arytmetycznej,
- konstrukcje wielościanów foremnych i odkrycie dwunastościanu foremnego,
- muzyczny strój pitagorejski (to zupełnie co innego niż komat) – harmoniczne interwały w muzyce, można przedstawić za pomocą prostych stosunków liczbowych[50].